# Magyar Olimpiai Bizottság
A Magyar Olimpiai Bizottság (MOB) Magyarország harmadik legrégebbi ma is működő társadalmi szervezete. A nemzeti olimpiai bizottságok között is az elsők egyike, hatodikként (a francia, görög, amerikai, német és ausztrál után), 1895. december 19-én alapították. Kiemelt közhasznú egyesületként kizárólagosan irányítja és képviseli a magyar olimpiai mozgalmat. A MOB önálló független szerv, egyedül a Nemzetközi Olimpiai Bizottságnak van alárendelve. Feladata a magyar sportolók nevezése és felügyelete, illetve irányítása az olimpiai játékokon.

## Története

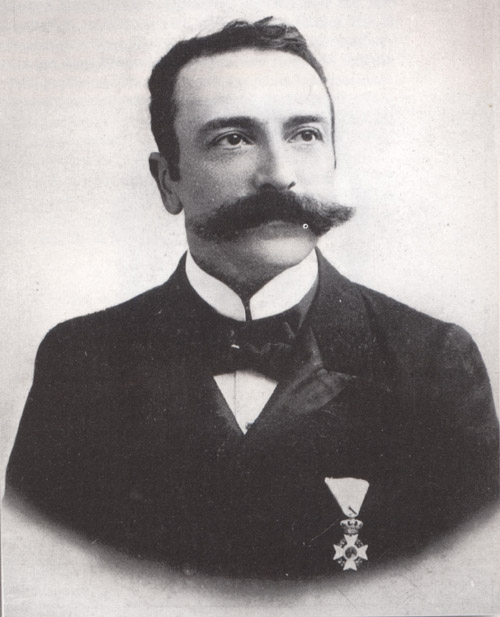
Dr. Kemény Ferenc

Kemény Ferenc egri reáliskolai igazgató Párizsban, a Sorbonne egyetemen tanult az 1880-as években, itt ismerkedett meg és barátkozott össze Pierre de Coubertin báróval, akivel azonos nézeteik voltak az olimpiai mozgalom létrehozásáról. 1894-ben a Coubertin (és Kemény) által szervezett, a Sorbonne-on tartott kongresszuson megalakult a Nemzetközi Olimpiai Bizottság, és Kemény Ferenc lett az olimpiai mozgalom magyarországi képviselője.
A Nemzetközi Olimpiai Bizottság tagjai 1896-ban:
- Dimítriosz Vikélasz elnök (Görögország)
- Pierre de Coubertin titkár (Franciaország)
- Alekszandr Dmitrijevics Butovszkij (Oroszország)
- Jiří Guth-Jarkovský (Csehország)
- dr. Kemény Ferenc (Magyarország)
- Viktor Gustaf Balck (Svédország)
- dr. Willibald Gebhardt (Németország)

Az 1863-ban alapított és alapszabályát elsőként magyar nyelven megfogalmazó Nemzeti Torna Egylet – amelynek Kemény Ferenc is tagja volt, Berzeviczy Albert, a későbbi kultuszminiszter pedig az elnöke – vállalta az előkészítés feladatait. A tekintélyes Magyar Atlétikai Club vezetői a kezdeti tartózkodás után végül csatlakoztak az alakuló bizottsághoz. A két említett, meghatározó szerepet betöltő egyesület mellett a Budapesti Budai Torna Egylet (a híres BBTE), továbbá az MTK, a Nemzeti Hajós Egylet, a III. ker. TVE, a BTC és a Neptun Evezős Egylet küldöttei kerültek a testületbe.
A MOB első elnöke Berzeviczy Albert, társelnöke dr. Gerendai György, a MAC képviselője lett, titkára pedig Kemény Ferenc, akit azonban fokozatosan háttérbe szorítottak.
Története során a MOB többször került nehéz helyzetbe. Az 1920-as antwerpeni olimpiára Magyarországot nem hívták meg, az első világháborúban vállalt szerepe miatt. 1928-ban a Kultuszminisztérium megszüntette önállóságát, és az Országos Testnevelési Tanács IV. számú szakbizottsága lett (1928–1941). 1948-tól az Országos Sporthivatal hatáskörébe tartozott, és vezetőit az állam nevezte ki. 1984-ben a politikai vezetés nyomására a testület megszavazta a Los Angeles-i olimpia bojkottját. Négyen nem támogatták a javaslatot, közülük három tag neve ismert: Jacsó István ellene szavazott, Békesi László és Bogár Pál tartózkodott.
1989-ben a sportolók kezelésébe került a szervezet irányítása. A MOB legfőbb döntéshozó testülete a közgyűlés, amely tisztségviselőket választ, kijelöli az olimpiai csapatot és dönt az alapszabályban foglalt rendelkezésekről. A közgyűlések közötti időszakokban a MOB-ot az elnökség irányítja, amely 18 választott tagból áll. Az elnökség általában minden hónapban ülésezik, határoz a MOB-ot érintő fontos kérdésekben, sportszakmai és pénzügyi témákban, kisebb személyi kérdésekben.
A MOB 2005-ben ünnepelte alapításának 110. évfordulóját a Nemzeti Színházban, ahol Juan Antonio Samaranch, a NOB örökös tiszteletbeli elnöke és Jacques Rogge, a NOB elnöke is részt vett.
Magyarország az olimpiai mozgalom egyik legbiztosabb bástyája. Ebben a sportszerető kis országban sokat tettek az olimpiai eszme terjesztéséért és népszerűsítéséért. A magyar sport nemzetközi hírneve, kiváló versenyzőik sikereinek köszönhetően fokozatosan emelkedett. – Juan Antonio Samaranch

## Elnökei
| Évek      | Elnök                                         |
| --------- | --------------------------------------------- |
| 1895–1904 | dr. Berzeviczy Albert                         |
| 1904–1905 | gróf Széchényi Imre                           |
| 1905–1907 | gróf Andrássy Géza                            |
| 1907–1927 | gróf Andrássy Géza és Muzsa Gyula             |
| 1927–1940 | Muzsa Gyula                                   |
| 1941–1944 | dr. Prém Lóránd                               |
| 1947–1948 | Jámbor Alajos és Barcs Sándor                 |
| 1948–1951 | Sebes Gusztáv és Ábrai Zsigmond               |
| 1951–1958 | Hegyi Gyula                                   |
| 1958–1962 | Hegyi Gyula, Gáspár Sándor és Komócsin Zoltán |
| 1962–1964 | Hegyi Gyula                                   |
| 1964–1969 | Egri Gyula                                    |
| 1969–1978 | dr. Beckl Sándor                              |
| 1978–1986 | Buda István                                   |
| 1986–1989 | Deák Gábor                                    |
| 1989–2010 | Schmitt Pál                                   |
| 2010–2017 | Borkai Zsolt                                  |
| 2017–2022 | Kulcsár Krisztián                             |
| 2022–     | Gyulay Zsolt                                  |